# نيل دومبروفسكي
نيل دومبروفسكي (بالإنجليزية: Neil Dombrowski)‏ هو لاعب كرة قدم أمريكي في مركز الوسط، ولد في 19 مارس 1984 في وست ألس في الولايات المتحدة. لعب مع Milwaukee Panthers men's soccer ‏.